# Megan Guarnier
Megan Guarnier (Glens Falls, 4 mei 1985) is een Amerikaanse voormalige wielrenster.

## Biografie

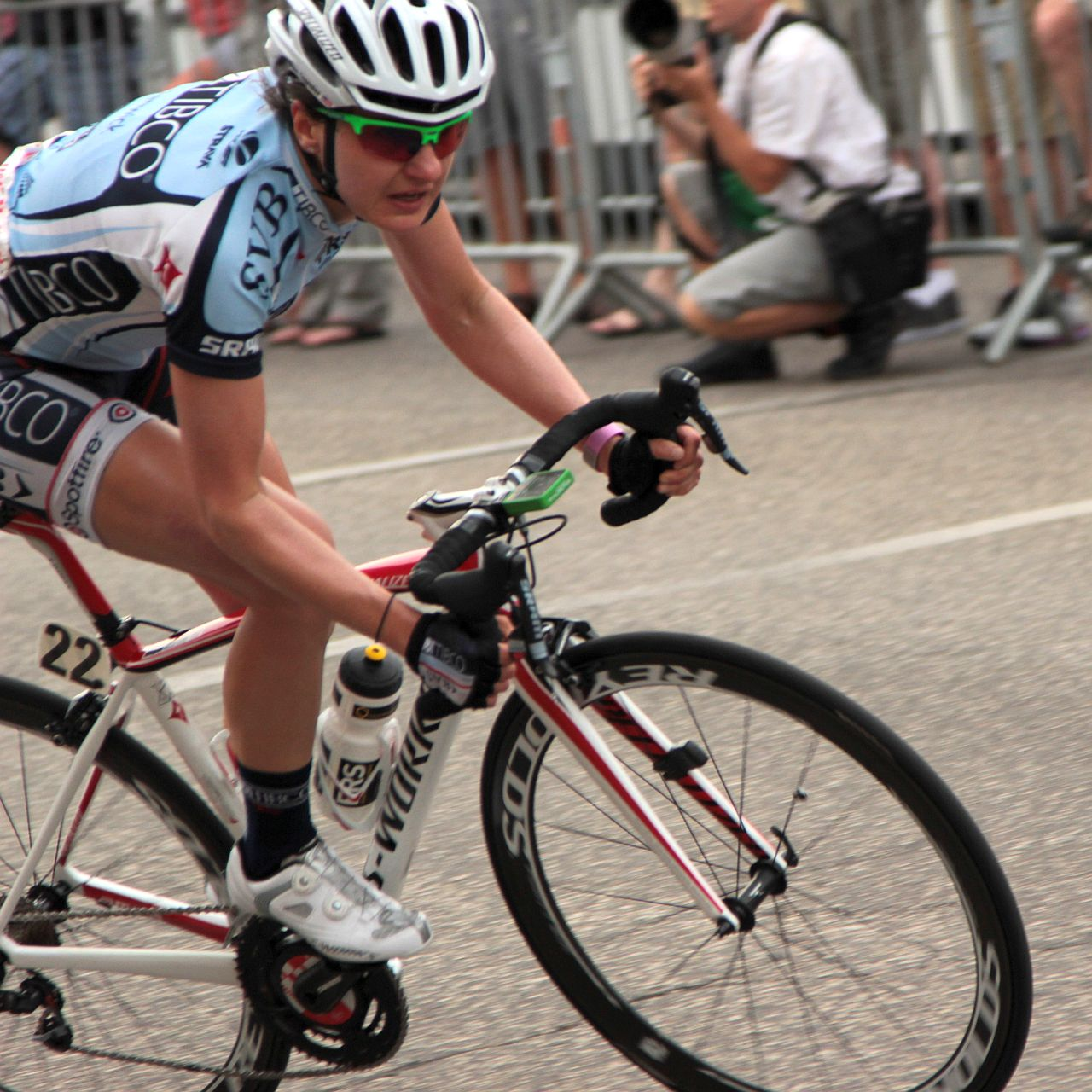
Guarnier in 2012 bij Team TIBCO.

Guarnier begon haar professionele loopbaan in 2010 bij de Amerikaanse ploeg Team TIBCO. Namens deze ploeg won ze in 2011 het eindklassement van de Giro di Toscana. Een jaar later werd ze voor de eerste keer Amerikaans kampioene op de weg. In 2013 fietste ze bij Rabo-Liv en vanaf 2014 bij de (eveneens Nederlandse) ploeg Boels Dolmans. In dat jaar won ze zilver en brons op de Pan-Amerikaanse kampioenschappen resp. op de weg en in de tijdrit.

### 2015

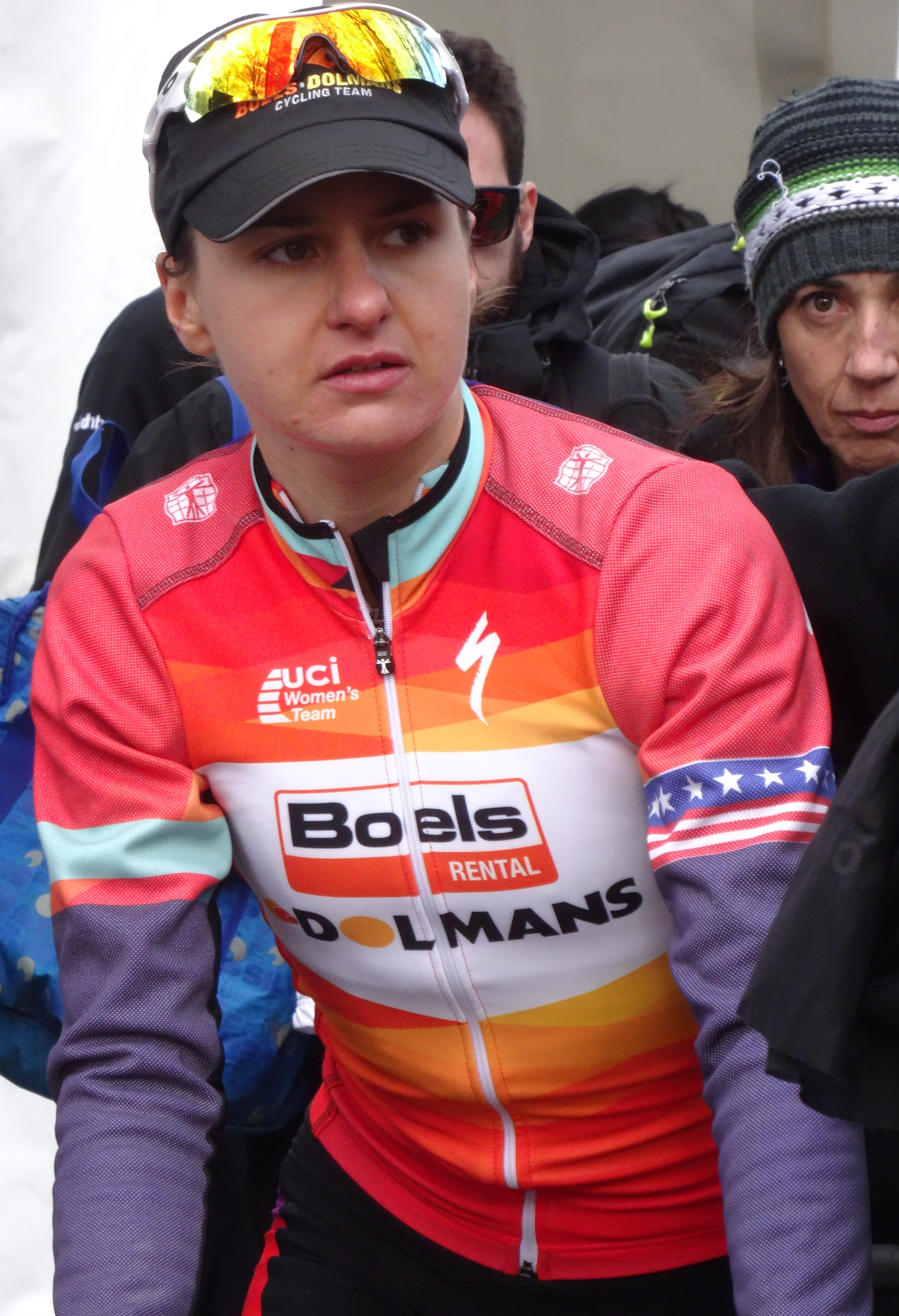
Guarnier in 2015 bij Boels Dolmans.

Guarnier won in 2015 de eerste editie van de Strade Bianche voor vrouwen en werd derde in de Waalse Pijl. Ook won ze de eerste etappe en het eindklassement in de Ronde van Noorwegen. In de Giro Rosa won ze de tweede etappe en het puntenklassement en werd derde in het algemeen klassement achter Anna van der Breggen.

### 2016
In 2016 won ze de punten- en eindklassementen in zowel de Giro Rosa als de Ronde van Californië. Ook won ze de World Tourwedstrijd Philadelphia Cycling Classic, waardoor ze de eerste winnares werd van de Women's World Tour. Eén maand na de Giro werd Guarnier namens de Verenigde Staten 11e in de wegrit op de Olympische Zomerspelen 2016 in Rio de Janeiro, op ruim één minuut achter winnares Van der Breggen.

### 2017
In het openingsweekend van 2017, in de Omloop van het Hageland kwam Guarnier zwaar ten val en liep daarbij een hersenschudding op. Eén week later stond ze wel aan de start van de eerste World-Tourkoers, de Strade Bianche, maar moest vroegtijdig opgeven. Hierna nam ze zes weken rust en maakte haar comeback in de heringevoerde Amstel Gold Race. Eén maand later, op 11 mei, boekte ze in eigen land haar eerste seizoenszege in de Ronde van Californië. In juli won ze met haar ploeg de openingsploegentijdrit van de Giro Rosa en zelf won ze ook de slotrit. Beide rondes werden gewonnen door haar ploeggenote Anna van der Breggen. Op 20 augustus won ze de slotrit van de Ronde van Noorwegen. Op het wereldkampioenschap in Bergen won ze met Boels Dolmans zilver in de ploegentijdrit, maar in de wegrit kwam ze hard ten val en brak daarbij haar kaak.

### 2018

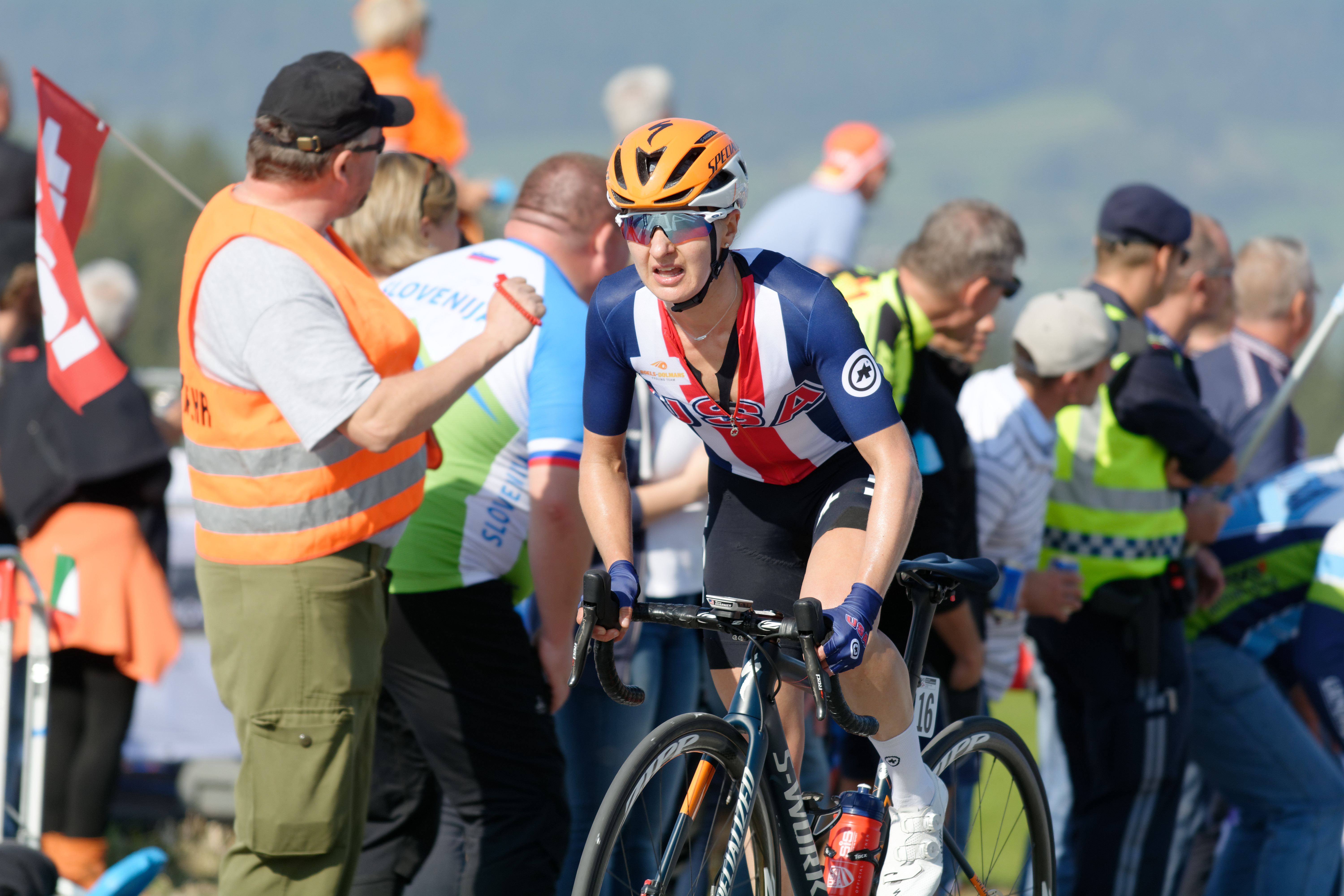
Guarnier in 2018 tijdens het WK op de weg in Innsbruck.

Guarnier maakte haar comeback in de Strade Bianche, waar ze als twaalfde finishte. In de Ronde van Vlaanderen werd ze tiende, in de Waalse Pijl stond ze voor de derde keer op het podium en in Luik-Bastenaken-Luik eindigde ze als achtste. Alle vier de wedstrijden werden gewonnen door haar ploeggenote Anna van der Breggen. Op 4 mei won ze de slotrit en daarmee het eindklassement van de Ronde van Yorkshire. Na het WK in Innsbruck (waar ze als 16e eindigde, wederom achter Van der Breggen) hing ze aanvankelijk haar fiets aan de wilgen. In december maakte ze echter bekend alsnog door te gaan en wel bij Team Tibco, waar ze in 2010 haar carrière begon.

## Belangrijkste overwinningen
2011
Eindklassement Giro della Toscana
2012
 Amerikaans kampioenschap op de weg
Eindklassement Redlands Bicycle Classic
2014
 Pan-Amerikaans kampioenschap op de weg
 Pan-Amerikaans kampioenschap tijdrijden
2015
 Amerikaans kampioene op de weg
 WK op de weg in Richmond
 Puntenklassement Giro Rosa
2e etappe
 Eindklassement Ladies Tour of Norway
1e etappe
Strade Bianche
1e etappe Tour of New Zealand (TTT)
1e etappe Emakumeen Bira
2016
 Eindklassement Women's World Tour
 Amerikaans kampioene op de weg
 Eindklassement Giro Rosa (WWT)
 Puntenklassement Giro Rosa
 Eindklassement Tour of California (WWT)
 Puntenklassement
1e etappe
Philadelphia Cycling Classic (WWT)
Emakumeen Saria
4e etappe Emakumeen Bira
2017
1e etappe Tour of California (WWT)
1e (TTT) en 10e etappe Giro Rosa (WWT)
3e etappe Ronde van Noorwegen (WWT)
 WK Ploegentijdrit in Bergen
2018
 Eind- en bergklassement Ronde van Yorkshire
2e etappe Ronde van Yorkshire

### Klassiekers en WK's
| Jaar | Gent-Wevelgem | Ronde van Vlaanderen | Amstel Gold Race | Luik-Bast.‑Luik | Ronde van Drenthe | Waalse Pijl |  | WK op de weg |
| ---- | ------------- | -------------------- | ---------------- | --------------- | ----------------- | ----------- |  | ------------ |
| 2010 |               |                      |                  |                 | opgave            |             |  |              |
| 2011 |               |                      |                  |                 | 26e               | 28e         |  |              |
| 2012 |               | 21e                  |                  |                 | 23e               | 7e          |  | 33e          |
| 2013 |               | 18e                  |                  |                 | 41e               | 24e         |  | 14e          |
| 2014 |               | 8e                   |                  |                 | 43e               | 17e         |  | 47e          |
| 2015 |               | 11e                  |                  |                 | opgave            | ↑           |  | ↑            |
| 2016 | 11e           | 4e                   |                  |                 | 35e               | ↑           |  | 27e          |
| 2017 |               |                      | 42e              | 12e             |                   | 27e         |  | opgave       |
| 2018 | 22e           | 10e                  | 37e              | 8e              |                   | ↑           |  | 16e          |

Brand · De Jong · De Vocht · Ferrand-Prévot · Guarnier · Knetemann · Neff · Niewiadoma · Slappendel · Stultiens · Talen · Van Paassen · Van Vleuten · Vos
Armitstead · Daams · De Jong · Ensing · Guarnier · Kasper · Kessler · Majerus · Pawłowska · Trott · Van Dijk · Van Paassen · Van Wanroij · Zijlaard
Armitstead · Blaak · De Jong · Dideriksen · Guarnier · Kasper · Majerus · Pawłowska · Stevens · Van Dijk · Van Paassen
Armitstead · Blaak · Canuel · De Jong · Dideriksen · Guarnier · Harris · Kasper · Majerus · Pawłowska · Stevens · Van Dijk
Blaak · Brammeier · Canuel · Deignan · Dideriksen · Guarnier · Majerus · Pawłowska · Pieters · Van den Bos · Van der Breggen
Blaak · Canuel · Deignan · Dideriksen · Guarnier · Majerus · Pieters · Plichta · Schneider · Van den Bos · Van der Breggen
Albrecht · Bruderer · Chapman · Cobb · Dixon · Drexel · Guarnier · Jackson · Kessler · Lucas · Malseed · Marcolini · Newsom · Ryan · Slik · Stephens